# Ігнац Дараньї
Ігнац Дараньї (угор. Ignác Darányi; 15 січня 1849 — 27 квітня 1927) — угорський політик, який двічі був міністром сільського господарства: у 1895—1903 та 1906—1910 роках. Був прихильником Дьюли Андраші.

## Біографія
Ігнац народився в угорській кальвіністській дворянській родині в Пешті. Його батьками були Ігнац Дараньї, адвокат, та Борбала Фельдварі. Середню освіту здобув у Будайській королівській гімназії. Закінчив її 31 липня 1867 року. З наступного року вивчав право і закінчив його у 1871 році.

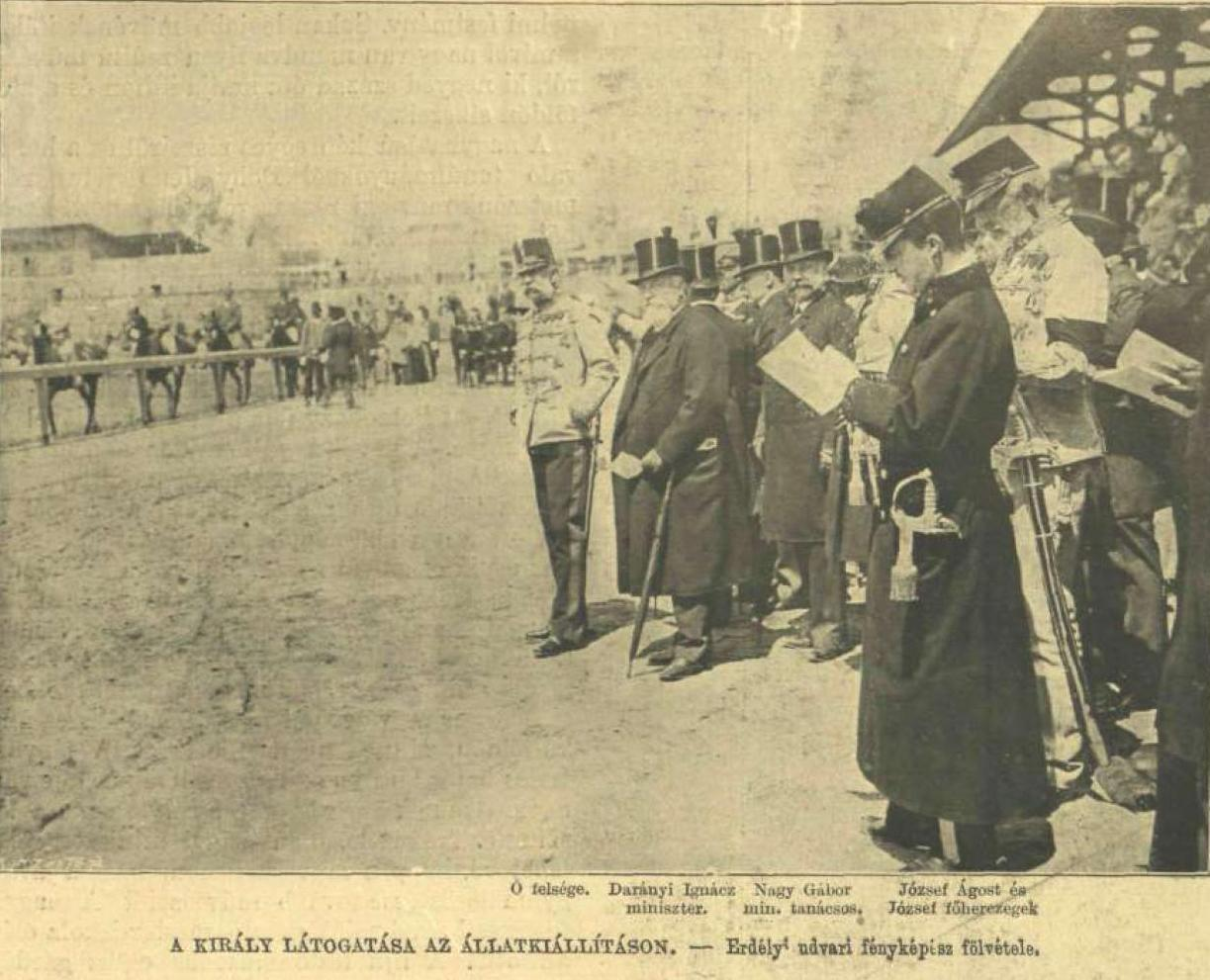
Угорський король Франц Йосиф I у день ярмарку тварин на виставці «Тисячоліття» в Будапешті.

Після отримання атестата зрілості він почав працювати дворічним стажером в адвокатській конторі Дьордя Левена. У 1873 році склав адвокатський іспит і став державним адвокатом у 1874 році. Разом з батьком відкрив власну контору у Внутрішньому місті Будапешту. Старший Дарані помер у 1877 році, тож він продовжував роботу самостійно до 1892 року. Влітку 1874 року він подорожував Центральною Європою за маршрутом Відень-Мюнхен-Цюріх-Берн-Відень.
У 1875 році він став секретарем Egyesült Fővárosi Takarékpénztár, а в 1876 році — членом комітету Будапештського муніципалітету. 3 червня 1877 року родина Дараньї отримала дворянський титул. Після смерті батька був обраний членом правління Національного угорського економічного товариства (OMGE). Брав участь у ліквідації наслідків повені в Сегеді в 1878 році.
З 1882 року Дараньї працював виконавцем у парламентському комітеті транспорту та фінансів. З 1887 року був членом Ради громадських робіт Будапешта. У 1892 році він залишив адвокатську практику і купив землю в Кішкунсазі: займався сільським господарством у своїх володіннях Нова Дєдінка, Тьок, Тас і Аняча.
Ігнац Дараньї був членом Ліберальної партії та представником своєї партії в парламенті Угорщини з 1881 по 1905 рік. З 1893 року був заступником голови Ліберальної партії, а з 1895 року — віце-спікером Палати представників. Він вийшов з партії в 1905 році і був одним із засновників Конституційної партії. З 1905 року він був опозиційним депутатом Європарламенту до 1910 року, після чого був незалежним представником до самої смерті.
У 1895 році Деже Банффі призначив його міністром сільського господарства, після чого він також обіймав цю посаду в урядах Кальмана Селля та Карой Куен-Гедерварі. Знову став міністром сільського господарства у 1906 році. Він обіймав цю посаду до відставки уряду Шандора Векерле.